# متلازمة الموت المفاجئ الناجم عن اللا نظمية القلبية
متلازمة الموت المفاجئ الناجم عن اللا نظمية القلبية هي حالة موت مفاجئ تحدث للبالغين والراشدين، خلال النوم بشكل أساسي. من أحد أنماطها الشائعة نسبيًا هو متلازمة بروغادا.
متلازمة الموت المفاجئ الناجم عن اللانظمية القلبية نادرة في معظم المناطق حول العالم. تظهر هذه المتلازمة لدى الشعوب المميزة ثقافيًا وجينيًا، والأشخاص الذين يغادرون هذه الشعوب يحملون معهم القابلية للموت فجأة خلال النوم. لوحِظَت هذه المتلازمة لأول مرة عام 1977 لدى أفراد شعب الهمونغ من جنوب شرق آسيا الذين كانوا لاجئين في الولايات المتحدة الأمريكية. لوحِظ المرض مرة أخرى في سنغافورة عندما أظهرت إحصائية رجعية للسجلات أن 230 شخصًا من العمال التايلانديين الذين لا يشكون من أعراض مرضية ماتوا فجأة لأسباب غير مفسَّرة بين عامَي 1982 و1990.

## الأسباب
يمكن أن تعود أسباب وفاة شخص صغير في السن إلى الأمراض القلبية (من ضمنها اعتلال عضلة القلب، والأمراض القلبية الخلقية، والتهاب العضلة القلبية، واضطرابات النسيج الضام الوراثية، أو أمراض التوصيل القلبي)، أو إلى أسباب متعلقة بالأدوية أو أسباب أخرى. يمكن لأمراض نادرة مثل أمراض اعتلال القنوات أن تلعب دورًا في ذلك، منها متلازمة كيو تي الطويلة (LQTS)، ومتلازمة بروغادا (BrS)، وتسرع القلب البطيني الكاتيكول أميني متعدد الأشكال (CPVT)، خلل التوصيل القلبي المترقي (PCCD)، متلازمة عود الاستقطاب المبكر، أمراض قنوات الصوديوم المختلطة، ومتلازمة كيو تي القصيرة.
لم يُعرف سبب الوفاة في تلك الحالات، حتى بعد عمليات الفحص الموسعة على 5% من الحالات.
أخذ الفاحصون الطبيون عدة عوامل بعين الاعتبار، مثل التغذية، والتسمم، والأمراض القلبية، والاستقلاب، والوراثة. ورغم عدم وجود سبب مؤكد حقيقي، فقد أظهر البحث الموسع إصابة الأشخاص الذين كانوا بعمر18 سنة أو أكبر باعتلال عضلة القلب الضخامي، وهي حالة تزداد فيها ثخانة العضلة القلبية بشكل غريب ودون سبب واضح. وهذه الحالات المُشخَصة غير الطبيعية كانت الأكثر شيوعًا في الموت المفاجئ للبالغين الشباب. من الشائع في حالات الموت المفاجئ أن يكون المصابون قد عانوا من مرض القلب التاجي (CAD)، أو مرض القلب التاجي التصلبي العصيدي (ASCAD)، أو أي مستوى من التوتر. ولكن أظهرت الدراسات أن الأشخاص قد واجهوا أعراضًا مبكرة خلال الأسبوع السابق للحدث النهائي مثل آلام في الصدر عند ~52% من الضحايا، ضيق تنفس عند ~22%، إغماء عند ~7%، و~19% لم يشعروا بأي أعراض. ربط العلماء أيضًا هذه المتلازمة مع المورثة SCN5A التي تعرضت لطفرة وأثرت على الوظيفة القلبية. ولكن جميع عمليات التشريح التي أُجريَت على جثث الضحايا الذين عانوا من المتلازمة أعطت نتيجة سلبية.
في تايلند، ولاوس، والفيليبين يربط السكان متلازمة الموت المفاجئ التي تسببها متلازمة بروغادا ببانغونغوت بالكائن الأسطوري لديهم.

## التشخيص
يحدث التشخيص عادة بعد الوفاة.

## العلاج
الطريقة الوحيدة المُثبَتة لمنع المتلازمة هي باستخدام مقوم نظم القلب مزيل الرجفان القابل للزرع (ICD). أما مضادات اللا نظميات القلبية الفموية مثل البروبرانولول فهي غير فعالة.

## الوبائيات
في عام 1980، سُجّل نمط لعدة حالات موت مفاجئ ما استرعى انتباه مراكز التحكم بالأمراض. سُجلَت أول حالة موت مفاجئ عام 1948 إذ كانت هناك سلسلة من 81 حالة وفاة متشابهة لرجال فيليبينيين في مقاطعة أواهو في هاواي. ولكنها لم تصبح ذات صلة بالموضوع لأنه لم يوجد أي نمط مرتبط بها. ازدادت أهمية هذه المتلازمة على مر السنوات. مع حلول عام 1981-1982، ارتفع المعدل السنوي للوفيات الفجائية في الولايات المتحدة الأمريكية ليصبح 92/100,000 ضمن شعوب الهمونغ من اللاو، و82/100,000 ضمن مجموعات اللاو العرقية الأخرى و59/100,000 ضمن الكمبوديين. هذا المعدل المرتفع هو السبب وراء جذب الانتباه لحالات الموت الفجائية في الولايات المتحدة.

### آسيا
المهاجرون من جنوب شرق آسيا، الذين كانوا يهربون بشكل رئيسي من حرب فيتنام، هم أكثر فئة تعرضت لهذه المتلازمة، ما جعل جنوب شرق آسيا المنطقة التي تضم أكبر عدد من الأشخاص المصابين بهذه المتلازمة القاتلة. ولكن هناك شعوب آسيوية أخرى كانت عرضة لذلك أيضًا، مثل الفيليبينيين والمهاجرين الصينيين في الفيليبين، واليابانيين في اليابان، وسكان جزيرة غوام الأصليين في غوام وفي الولايات المتحدة. ومع ذلك، هؤلاء المهاجرون بالذات الذين تعرضوا للمتلازمة كانوا بعمر 33 عامًا تقريبًا ويبدون بصحة جيدة. ويبدو أن هذه الحالة تؤثر بشكل أساسي على الرجال الشبان من شعب الهمونغ في لاوس (متوسط عمر33 سنة) وفي شمال شرق تايلند (حيث ينحدر معظم السكان من أصول لاوسية).

## التاريخ
اختِير شعب الهمونغ اللاوسي للدراسة لأنهم يملكون واحدًا من أعلى معدلات حالات الوفاة الفجائية أثناء النوم في الولايات المتحدة الأمريكية. ينحدرون في الأصل من جنوب الصين ومرتفعات شمال فيتنام، ولاوس، وتايلند. الموقع الذي تم اختياره لإجراء الدراسة كان في مخيم بان فيناي في محافظة لويي التايلندية، والتي تبعد نحو 15 كيلومترًا عن الحدود اللاوسية. أُجريت هذه الدراسة بين أكتوبر من عام 1982 ويونيو 1983 وهو الوقت الذي أصبحت فيه هذه المتلازمة قضية ملحّة وطارئة. اختير مخيم بان فيناي للدراسة لأنه كان يضم 33,000 لاجئ في عام 1982، وهو أكبر عدد من شعوب الضحايا.
ولأن هذه المتلازمة كانت أكثر شيوعًا لدى أولئك الرجال بالتحديد، فقد وجد الباحثون أنه من الأفضل والأكثر فائدة دراسة بيئة الشعوب التي هاجروا منها بدلًا من دراسة الضحايا والسكان الموجودين في الولايات المتحدة. ولكن ولأسباب دينية، لم يُسمَح بإجراء تشريح الجثث على رجال شعب الهمونغ في بان فيناي. لذلك، اقتصرت النتائج والأبحاث على الضحايا المختلفين دينيًا أو المقيمين في مناطق جغرافية أخرى. كما أُجريت مقابلات مع أهالي وأقارب الضحايا ممّن عاش مع الضحية وشهد الوفاة أو وجد الجثة. كانت المقابلات غير محدودة وسمحت لقريب الضحية أن يصف ما شهد وما هي الأحداث السابقة للوفاة التي رأى أنها من الممكن أن تكون ذات صلة. جمع القائمون على المقابلات معلومات أخرى أيضًا مثل التاريخ المرضي، والظروف المحيطة بالوفاة، والخلفية السكانية، وتاريخ أي نوع من اضطرابات النوم. بعد ذلك، أُنشئت سلالة نسب تضمنت أقارب المصابين والوضع الحيوي وظروف الوفاة.

## المجتمع والثقافة
في إحدى المجلات الطبية، اقترح المؤلف أن رجال شعوب الهمونغ المتوفين ماتوا بسبب معتقداتهم الشخصية بعالم الأرواح، أو ما يُعرَف بهجمات الأرواح الضاغطة الليلية. يسمى هذا في إندونيسيا  ديجاتون، والذي يعني «المضُغَط عليه». ويدعى في الصين «بي غوي يا» والذي يعني «السحق من قبل الأشباح». هذه الظاهرة معروفة ضمن شعب الهمونغ في لاوس، الذين يعزون أسباب تلك الوفيات إلى روح شريرة يطلقون عليها اسم «داه تشوا»، ويقولون إنها تأخذ شكل امرأة غيورة.
خلال السبعينيات والثمانينيات من القرن العشرين، عندما انطلقت موجة هذه المتلازمة، لم يكن باستطاعة العديد من الآسيويين في جنوب شرق آسيا أن يؤدوا طقوسهم الدينية كما ينبغي، وذلك بسبب حرب العصابات الأهلية التي كانت تحدث ضد الحكومة اللاوسية مع الولايات المتحدة الأمريكية. يؤمن شعب الهمونغ أنه عندما لا يؤدون الطقوس الدينية بشكل صحيح، أو عندما ينسون تقديم التضحيات، فلن تحميهم أرواح أسلافهم أو أرواح القرية، وهكذا تستطيع الأرواح الشريرة أن تصل إليهم. تحفّز هذه المعتقدات لديهم مشاهدة الكوابيس الليلية والتي تؤدي إلى شلل النوم الذي يكون فيه الشخص واعيًا ويشعر بالضغط على صدره.